# Mark McKoy
Mark McKoy, född den 10 december 1961 i Georgetown, Guyana, är en österrikisk före detta friidrottare som tävlade i häcklöpning för Kanada.
McKoys genombrott kom när han vann guld på 110 meter häck vid Samväldesspelen 1982. Han deltog även vid VM 1983 i Helsingfors  och slutade på fjärde plats på tiden 13,56. McKoy deltog vid Olympiska sommarspelen 1984 i Los Angeles där han slutade fyra på tiden 13,45. 
1986 försvarade han sitt guld vid Samväldesspelen då han sprang på 13,31. 1987 deltog McKoy vid VM i Rom där han slutade sjua i finalen på tiden 13,71. McKoy deltog vid Olympiska sommarspelen 1988 i Seoul där han slutade sjua i finalen på tiden 13,61. 
1988 stängdes han av för doping men var tillbaka till inomhus VM 1991 där han blev trea på 60 meter häck. Vid VM utomhus samma år i Tokyo slutade han fyra på tiden 13,30. 
McKoys största framgång kom vid Olympiska sommarspelen 1992 i Barcelona där han var olympiskt guld på tiden 13,12. Året efter blev han världsmästare på 60 meter häck vid inomhus VM i Toronto. Samma år noterade han sitt personliga rekord på 13,08.
Under sin tid som avstängd flyttade han till Österrike och blev medborgare där 1994. Hans sista tävling var EM 1994 där han tog sig vidare till semifinalen men inte startade. 